# 정종숙
정종숙(1954년 7월 16일 ~)은 1970~1980년대에 활동했던 대한민국의 가수다. 혼성그룹 원 플러스 원으로 데뷔했으며 이후 솔로로 전향했다. 현재 미국에 거주하고 있다.

## 음반
- 우리의 한강
- 골든 디럭스 20 (1979)
- 정종숙 (1979)
- 재회 / 추억의 해변도시 (1983)
- 정종숙 1집 (1985)
- 정종숙 2집 (1986)
- 정종숙 골든 (2006, 2013)

### 원 플러스 원
- 당신의 모든 것을 (1973)
- 애니의 노래 (1975)

## 범죄
정종숙은 연예인과 일반인으로 구성된 20여 명의 계모임을 만들어 계주가 되었다. 연예인 중에서는 김형자, 혜은이, 장미화, 김미성 등이 있었다. 1980년대 어느 날 정종숙은 이 곗돈 10억여 원을 들고 캐나다로 도주했는데 도주할 당시 전속 기사의 전세 자금인 몇천만원까지 빌려서 도주했다. 한국에서 '가요무대' 등 방송에 출연하며 활발하게 가수활동을 하던 중 1994년에 미국으로 이주했다.
이 일로 인해 장미화는 평생 경제난에 시달리며 살아가야 했다.